# Bertène Juminer
 (juin 2021).
La mise en forme du texte ne suit pas les recommandations de Wikipédia : il faut le « wikifier ».
Les points d'amélioration suivants sont les cas les plus fréquents. Le détail des points à revoir est peut-être précisé sur la page de discussion.
- Les titres sont pré-formatés par le logiciel. Ils ne sont ni en capitales, ni en gras.
- Le texte ne doit pas être écrit en capitales (les noms de famille non plus), ni en gras, ni en italique, ni en « petit »…
- Le gras n'est utilisé que pour surligner le titre de l'article dans l'introduction, une seule fois.
- L'italique est rarement utilisé : mots en langue étrangère, titres d'œuvres, noms de bateaux, etc.
- Les citations ne sont pas en italique mais en corps de texte normal. Elles sont entourées par des guillemets français : « et ».
- Les listes à puces sont à éviter, des paragraphes rédigés étant largement préférés. Les tableaux sont à réserver à la présentation de données structurées (résultats, etc.).
- Les appels de note de bas de page (petits chiffres en exposant, introduits par l'outil «  Source ») sont à placer entre la fin de phrase et le point final[comme ça].
- Les liens internes (vers d'autres articles de Wikipédia) sont à choisir avec parcimonie. Créez des liens vers des articles approfondissant le sujet. Les termes génériques sans rapport avec le sujet sont à éviter, ainsi que les répétitions de liens vers un même terme.
- Les liens externes sont à placer uniquement dans une section « Liens externes », à la fin de l'article. Ces liens sont à choisir avec parcimonie suivant les règles définies. Si un lien sert de source à l'article, son insertion dans le texte est à faire par les notes de bas de page.
- La présentation des références doit suivre les conventions bibliographiques. Il est recommandé d'utiliser les modèles {{Ouvrage}}, {{Chapitre}}, {{Article}}, {{Lien web}} et/ou {{Bibliographie}}. Le mode d'édition visuel peut mettre en forme automatiquement les références.
- Insérer une infobox (cadre d'informations à droite) n'est pas obligatoire pour parachever la mise en page.

Pour une aide détaillée, merci de consulter Aide:Wikification.
Si vous pensez que ces points ont été résolus, vous pouvez retirer ce bandeau et améliorer la mise en forme d'un autre article.
Bertène Juminer, né le 6 août 1927 à Cayenne (Guyane) et mort le 26 mars 2003 à Trois-Rivières (Guadeloupe), est un médecin, recteur et écrivain français.

## Biographie
Le père de Bertène Juminer, Éloi Juminer né à Cayenne le premier décembre 1901, est directeur d'un placer d'or. Sa mère, Marie-Placide surnommée Martha, est née en 1896 à Trois-Rivières en Guadeloupe. Deux ans plus tard, ses parents se séparent et sa mère rentre avec le jeune Bertène Juminer dans son pays d'origine. Il fait ses études secondaires au lycée Carnot de Pointe-à-Pitre. Puis il part à Montpellier grâce à la bourse octroyée par le conseil général de Guadeloupe. Il excelle dans toutes les matières mais son goût pour les sciences l'inclineront vers des études de médecine. Il épouse Michelle Capvilla le 20 octobre 1950. Son second mariage a lieu le 30 décembre 1977 à Matoury en Guyane avec Bernadette Stéphenson.

## Formation
Le 9 juillet 1953, il soutient sa thèse de doctorat en médecine intitulée Contribution à l'Étude étiopathogénique du céphalhématome. Il obtient un certificat en parasitologie médicale et un diplôme de médecine exotique à Montpellier. où il devient assistant au laboratoire de parasitologie et l'un des élèves du professeur Hervé Harant. Cette expérience renforce sa vocation pour cette discipline confidentielle en France métropolitaine, mais très importante pour les pays tropicaux où il envisage de faire carrière.
Il est reçu à l'agrégation de l'enseignement supérieur dans la section parasitologie médicale en 1965.

## Carrière
Bertène Juminer entre en fonction d'abord à Saint-Laurent-du-Maroni, la deuxième ville de Guyane (de 1956 à 1958), puis il part en Tunisie où il exerce les fonctions de médecin biologiste à l'Institut Pasteur de Tunis de 1958 à 1966. Il se lie d'amitié avec Frantz Fanon à qui il rend hommage dans la revue Présence africaine .Sur le plan de la recherche, il s'intéresse aux dermatophytes et publie plusieurs articles dans la Revue de l'Institut Pasteur de Tunis. Après avoir été reçu au concours de l'agrégation, il est nommé professeur agrégé à la Faculté de médecine de Dakar au Sénégal où il enseigne jusqu'en 1973 en tant que coopérant français. Il réalise des enquêtes sur la bilharziose urinaire et sur la filariose lymphatique, entre autres. Il devient le médecin personnel du Président  Léopold Sédar Senghor avec qui il devient ami. Jean Michel Cusset le signale dans un poème en hommage à B. Juminer. Il exerce à partir de 1973 à la Faculté de médecine de l'université Jules-Verne, à Amiens, en France métropolitaine, ou il est nommé professeur sans chaire et où il enseigne la parasitologie jusqu'en 1982. Parallèlement, à partir de 1974, il devient membre de la commission d'étude chargée de l'implantation d'une UFR des Sciences de la santé aux Antilles-Guyane,   
En 1981, il est nommé recteur de l'Académie des Antilles et de la Guyane, Alain Savary étant le ministre de l'Éducation nationale de l'époque. Il exerce ces fonctions pendant six ans. La mesure la plus symbolique de son action est l'instauration de la langue créole dans l'enseignement  Après son mandat de recteur, il demande et obtient à la fin des années 1980 sa mutation à Pointe-à-Pitre en Guadeloupe pour organiser la toute nouvelle UFR de médecine de l'université des Antilles et de la Guyane aux côtés de son ami le docteur Hyacinthe Bastaraud, premier doyen de cette jeune Faculté. Il y crée le service de parasitologie avec son ancien élève de Dakar, le docteur Christian Raccurt, qu'il fait venir de Bordeaux en 1990 où il était maître de conférences des universités, praticien hospitalier à l'UFR des sciences de la Santé de l'université Bordeaux-II. Ensemble, ils développent des études sur l'angiostrongylose abdominale, parasite originaire d'Asie et d'introduction récente aux Antilles. Il termine sa carrière de professeur des universités, praticien hospitalier à la classe exceptionnelle. 

## Autres activités
En Guadeloupe, il est élu vice-président du Conseil Économique et Social régional de la Guadeloupe, et il cumule les fonctions de président du conseil d'administration de la Société immobilière de l'île et de président du Conseil Scientifique de l'Observatoire régional de la santé en Guyane française.
Bertène Juminer collabore avec l'UNESCO et devient président de l'Association de gestion et d'animation.

## Écrivain
Bertène Juminer est un homme de lettres engagé. Dans ses romans, il s'interroge sur ses origines, son identité de nègre, son attachement à la culture française - culture qui lui a été imposée. Chaque roman est une étape de cette introspection.
Son premier roman Les Bâtards est largement autobiographique et s'inspire de ses propres déboires en France. Juminer radiographie la condition d'exil et d'étiolement des Antillais et des Guyanais étudiant en métropole dans les années après guerre. Les personnages de ce roman sont nombreux mais en fait, ils n'en forment qu'un seul. 
Le héros est un être tourmenté qui porte en lui une dualité : subir l'intégration et devenir assimilé, ce qui correspond à un abandon de soi ou bien refuser cette assimilation et être mis au ban de la société comme un paria. Il est complexé et mal dans sa peau. Il a besoin de se justifier au regard des autres. Il éprouve lui ce nègre cultivé mais qui a subi avec ses ancêtres la domination  de la race blanche une attirance pour la femme blanche doublé d'un réel complexe. Il se veut être authentique mais est écartelé entre son appartenance africaine et sa culture européenne.
Ce roman est aussi une réflexion sur le contexte social et historique de la Guyane qui au fil des siècle a toujours été considérée comme un lieu maudit. Il met le doigt sur l'inertie et la bêtise des fonctionnaires venus de la France métropolitaine, la médiocrité de ses compatriotes, l'état de sous-développement dans lequel est tenu le pays. 
Il poursuit dans son second roman Au seuil d'un nouveau cri mais un pas est franchi vers une revalorisation de ses racines africaines. Il  prend l'exemple des Nègre marrons de Guyane qui ont fugué dans la forêt et reconstruit une langue et une culture originales typiquement africaines (Bushinenge). Ils ont conservé leurs racines. Ces romans laissent peu d'espoir, ils sont la confession d'un mal-être, propre à l'auteur. Ce titre a reçu une mention honorable au premier Festival mondial du Noir Arts à Dakar au Sénégal à Dakar (Sénégal), 1966.
Dans la " Revanche de Bozambo ", il fait un pas de plus dans la quête identitaire et le désir d'une société plus juste que l'auteur porte en lui. Les héros ont retrouvé leur identité, la société africaine est au sommet, elle a mis l'occident à ses pieds. Derrière le comique de l'intrigue, il s'agit d'une tentative de réhabilitation de la culture noire et d'une proclamation d'une identité étouffée et bâillonné. L'auteur utilise la satire et l'humour pour dénoncer le colonialisme et l'impérialisme racial. Il fait ressortir les incongruités de l'Afrique moderne et de l'Europe. Le monde est inversé, l'Afrique commande l'Europe et les blancs commandent les noirs, Bozambo est l'anti colonial.
De ce roman il tire une œuvre théâtrale L'archiduc sort de l'ombre. Dans un texte en sa mémoire, son amie l'actrice et femme de lettres sénégalo haïtienne Jacqueline Scott-Lemoine parle de l'espoir avorté qu'ils ont eu de la voir jouer au théâtre national de Dakar, 
Le troisième roman, "Les héritiers de la presqu'île" dénonce les conséquences de la décolonisation des anciennes colonies françaises sur la culture, la morale, la société. L'intrigue se déroule au Sénégal, lieu où l'auteur passe une existence riche et féconde. Un pas supplémentaire est franchi : les héritiers reprennent possession de leur double hérédité l'Afrique et l'Europe. Ce roman  évoque aussi le regard aigu de l'auteur sur une Afrique qui vient juste d'accéder à l'indépendance. Il dénonce les fausses justifications idéologiques du colonialisme.
Le dernier et cinquième roman, La Fraction de seconde est aussi de nature autobiographique. ce roman est considéré comme l'aboutissement de son œuvre et son testament philosophique selon Georges Othily. Il y raconte son enfance, le monde rural du début du vingtième siècle en Guadeloupe. On y retrouve sa filiation africaine avec les contes de sa grand-mère, Man Ya, et aussi ses lectures menées dans sa quête identitaire. Lui, Ti- man nous parle avec nostalgie de cette enfance insouciante et heureuse et de la perte d' un être cher, sa grand-mère, qu'il n'arrivera pas à surmonter.  Il aborde comme son compatriote et son ainé Rene Maran la solitude de l'être humain qui n'accepte pas les clivages ethniques. Sous un angle mythologique, il parle du rôle  des femmes dans ces sociétés matriarcales  .

## Militant
Sa première expérience de médecin révèle à Juminer la hiérarchie coloniale. Il constate partout la division entre colons et colonisés, ainsi que celle entre les colonisés français de première et seconde zone. Il revendique une place digne dans son propre paysLe message qu'il donne est que le colonialisme et l'impérialisme son mauvais. Ces thèmes sont aussi traités par Les auteurs Mongo Beti et Ferdinand Oyono. Il relativise le discours de la décolonisation par le concept d'aliénation, résultat du processus antérieur qu'a été la colonisation et qui a fait des Antillais et Guyanais des « sous-hommes » (Au seuil d'un nouveau cri, p. 180)
Il a un véritable engagement idéologique. Il utilise sa production littéraire pour dénoncer l'esclavage et la colonisation. Il  reprend les stéréotypes raciaux mis en exergue par Frantz Fanon dans Peau noire et masque blanc. Il prône la revendication identitaire, la résistance à l'assimilation par l'éveil des consciences.  Il est en recherche d'une mémoire collective.
Pendant son séjour en Afrique, il va murir sa réflexion sur les problèmes politiques, économiques et culturels du tiers monde et des Antilles-Guyane. Dans les années soixante, il milite pour une évolution politique des départements d'Amérique que sont les Antilles et la Guyane en lien avec leur métropole située en Europe, la France et la proposition est l'autonomie. Il préconise, le rapprochement des Antillais et des Guyanais. Il signe, avec Patrick Chamoiseau, Édouard Glissant et Gérard Delver, le "Manifeste pour refonder les DOM" paru dans Le Monde en janvier 2000.
Il se veut contributif à la personnalité antillo-guyanaise. Il préconise la pacification dans les rapports inter-raciaux.
Comme d'autres écrivains antillais, guyanais et haïtiens, il se bat pour la reconnaissance de la langue créole. Pendant son mandat de recteur il introduira l'enseignement de la langue et de la culture créole dans les écoles primaires et à l'Université.
Avec Christiane Taubira, Bertène Juminer condamne l'esclavage comme crime contre l'humanité. Il introduit la notion de « réparations » à un colloque organisé à Paris le 21 mai 2001 par le Comité Devoir de mémoire, intitulé : Esclavages et réparations.

## Hommages, prix, distinctions
- Officier de l'ordre national du Mérite
- Commandeur de la Légion d'honneur

En 1966, Les Héritiers de la presqu'île obtient la mention honorable au premier Festival mondial des arts nègres à Dakar au Sénégal
En 1981, ce même titre obtient le prix littéraire des Caraïbes.
En 1985, il est fait officier de l'ordre national du Mérite
En 1982, il est nommé chevalier de la Légion d'honneur, puis promu commandeur de la Légion d'honneur en 2002
Deux lycées portent son nom : en Guyane à Saint-Laurent-du-Maroni en Guadeloupe au Lamentin
En mai 1999, il préside le colloque "Esclavage et réparation" organisé par le comité Devoir de la Mémoire
En 2003, il est fait un hommage en sa mémoire lors de la quatrième édition du Salon du livre et du multimédia de Cayenne
En 2007, il est procédé à l'ouverture de l'année Bertène Juminer à CayenneGuyane française

## Œuvres
- Les Bâtards, 1961, Réédition 1977[19],  Préface Aimé Césaire, Paris, Présence africaine
- Au Seuil d'un nouveau cri, 1963, réédition 1978, Paris: Présence africaine, 283 p. (ISBN 2-7087-0131-2)
- La Revanche de Bozambo, 1968, réédition 2000, préface Jacques Howlett[20] Paris, Présence africaine.
- Les Héritiers de la presqu'île, 1979, Paris, Présence africaine, 218 p.  (ISBN 2-7087-03668), prix littéraire des Caraïbes 1981
- La Fraction de seconde, 1990, Paris, Éditions Caribéennes, 1990, 243 p. (ISBN 2-87679-060-2)
- L'Archiduc sort de l'ombre, 1970 Paris, Direction affaires extérieures et coopération, 67 f. ronéotypé
- La Parole de nuit in " Écrire la parole de nuit", 1994, Paris, Gallimard, 190 p. (ISBN 2-07-032832-5)
- Résistant, in Complete Narratives of Francophone Caribbean Tales (anthologie de textes en français), Charles Cholakian, 1996, New York, E. Mellen Press,  (ISBN 0-7734-8906-1)
- Paroles d'Outre-Rive, texte inédit, in "  Bertène Juminer : une vie , un destin, Georges Othily, p. 193-202. Paris, L'harmattan, 2007

### Traductions
The Bastards. Trad. Keith Q. Warner, 1989, USA. Charlottesville, University Press of Virginia. 239 p.  (ISBN 0813912040 et 9780813912042)
Bozambo’s Revenge  or Colonialism Inside Out, trad .Alexandra Bonfante Warren, 1968, 1978, 1980, Washington, Three Continents Press ;  
London, Longman Drumbeat, 1980 

## Préfaces
- Catacombes de soleil, Élie Stephenson, Paris, Éditions Caribéennes, 1979,100 p.  (ISBN 2-903033-00-5)

- Les Éditeurs : roman-essai, Claudy Patrick. Sherbrooke (Québec), Naaman, 1979196 p.  (ISBN 2-89040-012-3)
- Drôle d’assassin, René Jadfard, réédition, Paris: Éditions Caribéennes, 1988,143 p.  (ISBN 2-89040-012-3)
- Créoles de la Caraïbe: actes du colloque universitaire en hommage à Guy Hazaël-Massieux, Pointe-à-Pitre, 27 mars 1995, dir. Alain Yacou, Paris, Karthala, 218 p. (2-86537-656-7)

- Contes des quatre croisés, 2004, Georges Mauvois,
- La question du créole à l'école en Guadeloupe : quelle dynamique ? Paulette Durizot Jno-Baptiste, Paris, L'Harmattan, 1996, 218p.  (ISBN 2-7384-4583-7)

## Critiques
Henri Bessard, Le thème de la bâtardise dans l'œuvre romanesque de Bertène Juminer : l'exemple des Bâtards, 1987, mémoire de maîtrise, dir. Jack Corzani, Bordeau 3, 96 f.
Robert Gaspard, La trilogie juminérienne : des personnages au service d’une idéologie ! Mémoire de maîtrise, dir. Gilbert Pageau, 1987, Paris, Université de la Sorbonne Nouvelle, 77 f.